# Землетрясение в северо-восточном Иране (2010)
Землетрясение магнитудой 5,5 произошло 30 июля 2010 года в 13:50:12 (UTC) на северо-востоке Ирана, в 10,6 км к востоку-юго-востоку от Торбете-Хейдерие (остан Хорасан-Резави). Гипоцентр землетрясения располагался на глубине 19,0 километров. Интенсивность землетрясения составила VII по шкале Меркалли. Землетрясение ощущалось в Ашхабаде (Туркменистан). 
Иранские СМИ сообщили, что по меньшей мере 170 человек получили ранения в результате землетрясения, в то время как Общество Красного Полумесяца Исламской Республики Иран сообщило о более чем 150 раненых. Организация заявила, что всем пострадавшим была оказана помощь на месте, за исключением двух человек, которые были госпитализированы в Мешхед. По сообщениям СМИ, землетрясение нанесло серьёзный ущерб десяткам деревень. Также сообщалось о массовых отключениях электроэнергии. В результате землетрясения, по разным оценкам, от 274 до 284 человек получили ранения. Экономический ущерб составил 15,02 млн долларов США.

## Тектонические условия региона
Не менее четырёх основных тектонических плит (Аравийская платформа, Евразийская плита, Индостанская плита и Африканская плита) и один меньший тектонический блок (Анатолийская плита) ответственны за сейсмичность и тектонику на Ближнем Востоке и в окружающем регионе. Геологическое развитие региона является следствием ряда плитно-тектонических процессов первого порядка, которые включают субдукцию, крупномасштабную трансформацию, сжатие горных пород и расширение земной коры.
На востоке в тектонике преобладает столкновение Индостанской плиты с Евразийской, приводящее к подъёму горных цепей Гималаев, Каракорума, Памира и Гиндукуша. Под Памиром и горами Гиндукуша на севере Афганистана землетрясения происходят на глубине до 200 км в результате остаточной литосферной субдукции. Вдоль западного края Индостанской плиты относительное движение между Индией и Евразией происходит в форме сдвигов, взбросов, и наклонного скольжения, в результате чего образуется складчато-надвиговый пояс Сулеймановых гор, а также основной разлом Чаман в Афганистане.
У южного побережья Пакистана и Ирана жёлоб Макран является поверхностным выражением активной субдукции Аравийской плиты под Евразию. К северо-западу от этой зоны субдукции столкновение между двумя плитами образует складчатые пояса длиной около 1500 км и складчато-надвиговый пояс гор Загрос, которые пересекают весь западный Иран и распространяются в северо-восточном Ираке.
В тектонике в восточном средиземноморском регионе преобладают сложные взаимодействия между плитами Африки, Аравии и Евразии и блоком Анатолии. Доминирующими структурами в этом регионе являются: Рифт Красного моря — центр расширения земной коры между Африканской и Аравийской плитами; Рифт Мёртвого моря — крупный разлом со смещением по простиранию, в котором также происходит относительное движение между Африканской и Аравийской плитами; Северо-Анатолийский разлом — правосторонний сдвиговый разлом в северной Турции, обеспечивающий большую часть поступательного движения Анатолийской плиты в западном направлении относительно Евразии и Африки; и Кипрская дуга — конвергентная граница между Африканской плитой на юге и Анатолийской плитой на севере.